# Uaitame (Quelicai Antigo)
Uaitame (Waitame) ist ein osttimoresischer Suco im Verwaltungsamt Quelicai Antigo (Gemeinde Baucau).

## Geographie
Uaitame liegt im Süden des Verwaltungsamts Quelicai Antigo. Nordöstlich liegt der Suco Guruça, nordwestlich der Suco Abafala, westlich die Sucos Baguia und Lacoliu und südlich der Suco Laisorolai de Cima. Im Südwesten grenzt Uaitame an das Verwaltungsamt Baguia mit seinen Sucos Hae Coni und Osso Huna. Im Westen von Uaitame entspringen die Flüsse Uaimuhi und Uaicua. Der Uaicua mündet kurz darauf in den Uaimuhi.
Uaitame hat eine Fläche von 12,45 km² und teilt sich in die sich die vier Aldeias Caranu (Karnu’u), Gamana, Gugulai und Sialimo (Sealimu).
Die Orte Uaitame liegt im Westen des Sucos. Der nördliche liegt auf einer Meereshöhe von 493 m, der südliche auf 591 m. Im südlichen Uaitame liegt die Grundschule Escola Primaria Uaitame.
Die Grenze zu Abafala führt durch den Ort Wabere. Südlich davon liegen, nah der Westgrenze, die beiden Orte Uaitame und das Dorf Caranu (Caranú). Im Südwesten des Sucos befindet sich das Dorf Laumana. Im Nordosten reicht der Ort Gugulai (Gugolai) von Guruça nach Uaitame hinein. Neben der Grundschule in Uaitame gibt es eine weitere in Laumana.

## Einwohner
In Uaitame leben 1.021 Einwohner (2022), davon sind 514 Männer und 507 Frauen. Im Suco gibt es 211 Haushalte. Etwa 95 % der Einwohner geben Makasae als ihre Muttersprache an. Nur eine Minderheit spricht als Muttersprache Tetum Prasa.

Besuch von Taur Matan Ruak (2016)
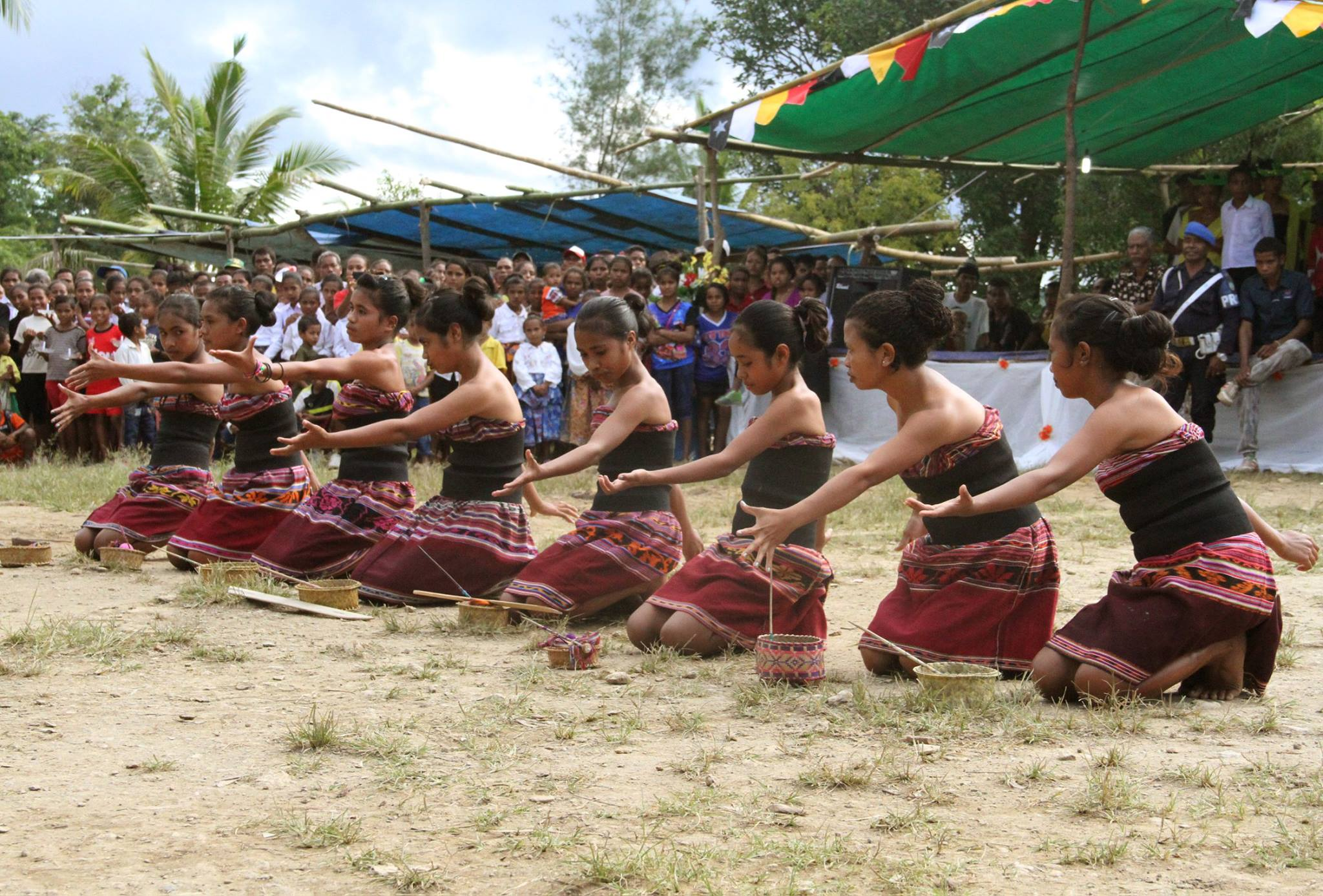
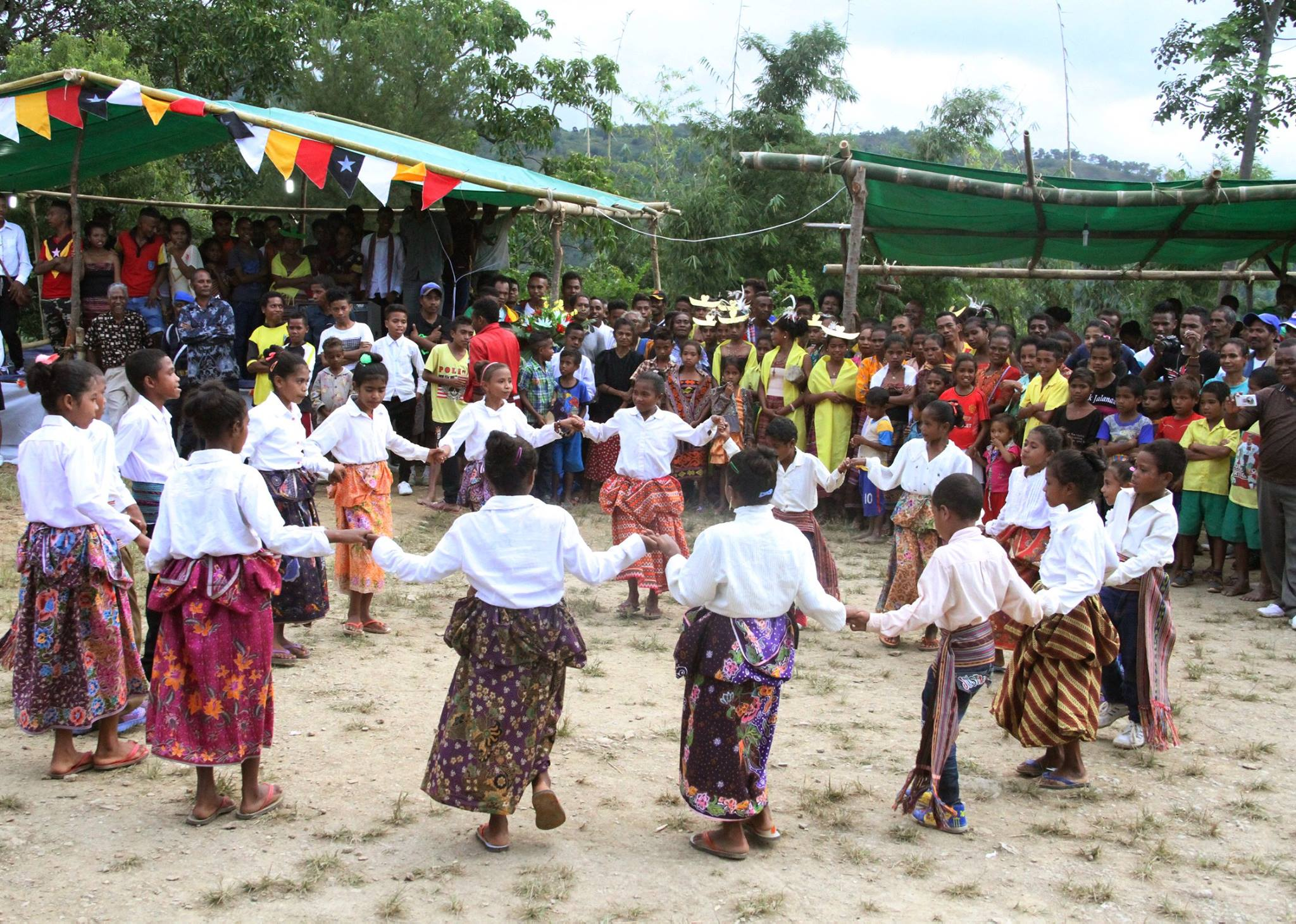
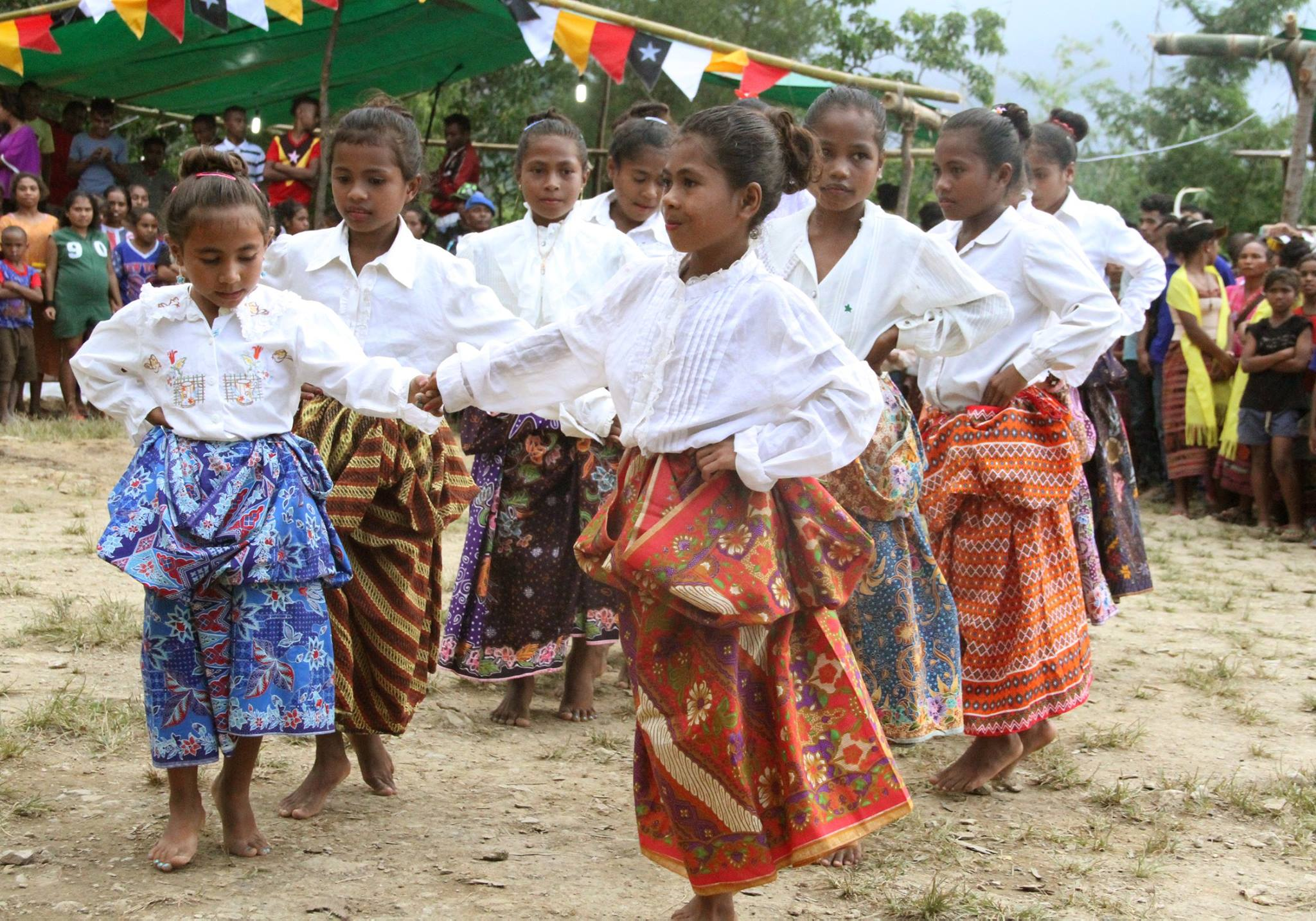
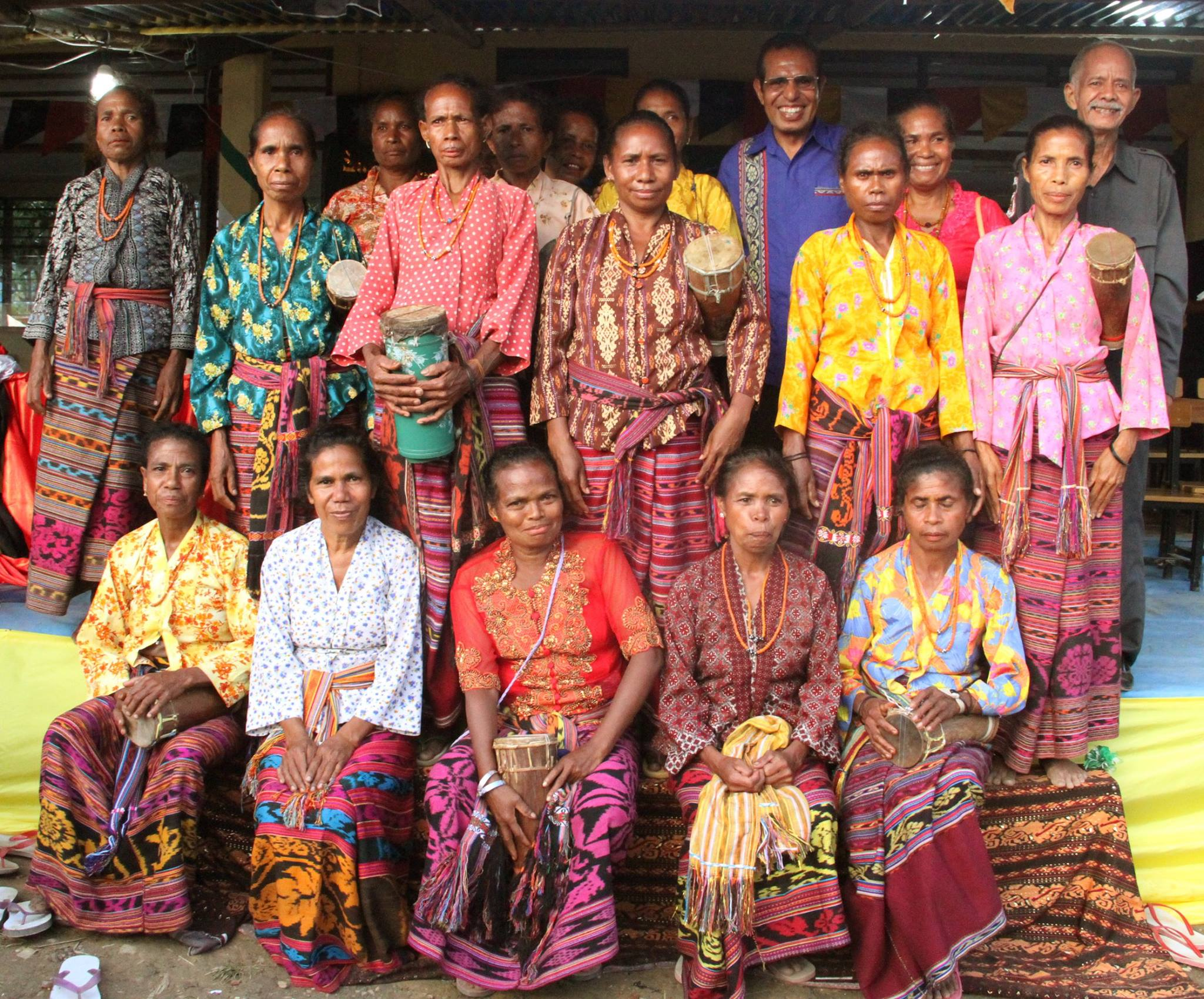

## Geschichte
Beim Einmarsch der Indonesier in Osttimor ab 1975 wurden viele Orte evakuiert. Auch Uaitame war verlassen, als die indonesischen Truppen den Ort erreichten. Später kehrten die Menschen zurück. Am 9. Januar 1979 wurden alle 600 Einwohner des Sucos von der indonesischen Besatzungsmacht nach Mulia (Verwaltungsamt Laga) zwangsumgesiedelt. Man befürchtete, die Dörfer, die nah an den Wäldern lagen, könnten die FALINTIL unterstützen. Die alten Wohnhäuser wurden nach der Räumung niedergebrannt, Felder zerstört und das Vieh getötet. Mehrere Bewohner wurden verletzt. Unter schwerer Bewachung wurden die Einwohner über das Umsiedlungslager in Quelicai auf Lastwagen nach Mulia gebracht. In Mulia fehlte es an Häusern, Betten, Essen und Kleidung. 250 Menschen starben an Hunger und Krankheiten.

## Politik

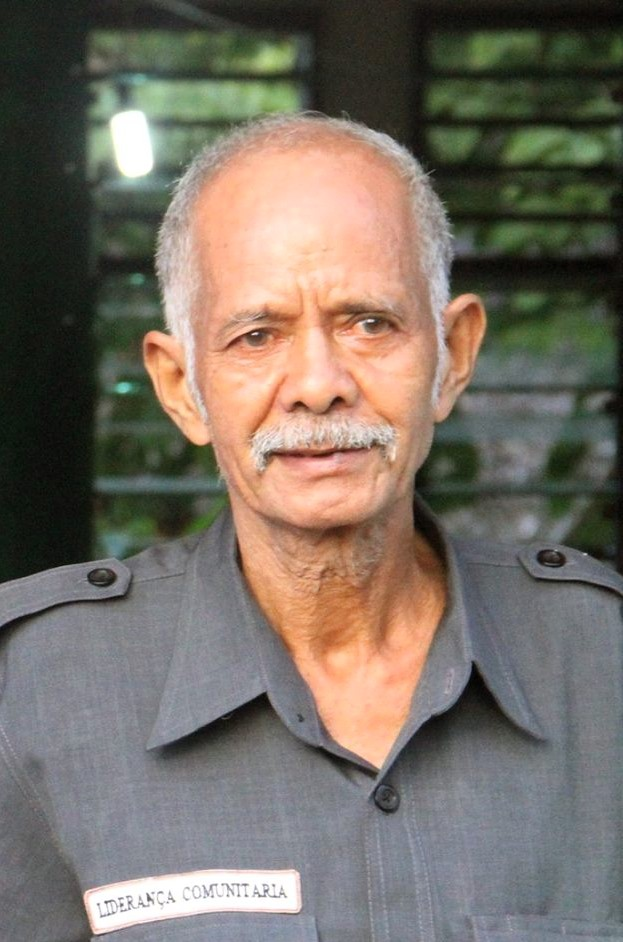
Agustinho Moreira Freitas (2016)

Bei den Wahlen von 2004/2005 wurde Agustinho Moreira Freitas zum Chefe de Suco gewählt und 2009 in seinem Amt bestätigt. Die Wahlen 2016 gewann João C. X. Moreira und 2023 Cesaltino Freitas Moreira.
2023 wurden zum Chefe de Aldeias gewählt:Xisto dos Reis Amaro (Caranu), Freitas (Gamana), Eduardo Moreira (Gugulai) und Aurea Moreira (Sialimo).